# Palpada erratica
Palpada erratica är en tvåvingeart som först beskrevs av Charles Howard Curran 1930.  Palpada erratica ingår i släktet Palpada och familjen blomflugor. Inga underarter finns listade i Catalogue of Life.